# Mathias Hell
Mathias Hell (* 19. Januar 1927 in Marschendorf, Tschechoslowakei) ist ein deutscher Schauspieler.

## Leben
Nach einer Schauspielausbildung am heimatlichen Konservatorium erhielt Hell sein erstes Bühnenengagement in Zittau. Es folgten Theaterstationen in Leipzig, Saarbrücken, Hannover, Celle, Oldenburg, München und Linz.
Während Hell nur selten bei Spielfilmproduktionen mitwirkte, war er bei Fernsehproduktionen ein häufiger Gast. In beiden Medien wurde er dabei oft in der Rolle eines Vertreters von Polizei oder Militär besetzt.
Im Kino konnte man ihn in Ulli Lommels Drama Ein Mann dreht durch sehen, in Werner Enkes Komödie Hau drauf, Kleiner, in Eberhard Fechners Alfred-Andersch-Adaption Winterspelt 1944, neben Dieter Hallervorden in der Komödie Ach du lieber Harry, unter der Regie von Rüdiger Nüchtern in Schluchtenflitzer, im Drama Das Mädchen mit den Feuerzeugen sowie neben Terence Hill und Gene Hackman im Kriegsdrama Marschier oder stirb.
Auch bei Fernsehproduktionen spielte er unter vielen namhaften Regisseuren wie Dominik Grafs Die Beute, Reinhard Hauffs Matthias Kneissl und Die Revolte, Hans Quests Zehn kleine Negerlein nach Agatha Christie, Hagen Mueller-Stahls Bericht einer Offensive, Eberhard Itzenplitz’ Das Missverständliche im Leben des Herrn Knöbel und Falk Harnacks Die Ersten und die Letzten.
Einem breiteren Publikum wurde Hell allerdings durch zahlreiche Auftritte in Fernsehserien und -reihen bekannt. Er spielte Gastrollen in Mordkommission, Das feuerrote Spielmobil, Tatort, Derrick, Auf Achse und Mensch Meier. Außerdem war er mehrfach neben Jürgen von Manger in dessen Fernsehserie um die Kunstfigur „Adolf Tegtmeier“ in Tegtmeier klärt auf! sowie Tegtmeier zu sehen.
Über seinen Lebensweg nach 1995 ist nichts bekannt.

## Filmografie (Auswahl)
- 1964: Das Reich Gottes in Böhmen
- 1966: Die Ersten und die Letzten
- 1967: Pauken und Trompeten
- 1968: Das Missverständliche im Leben des Herrn Knöbel
- 1968: Ein Abschiedsbrief
- 1969: Bericht einer Offensive
- 1969: Die Revolte
- 1969: Zehn kleine Negerlein
- 1970: Mathias Kneißl
- 1970: Die vierzig Irrtümer des Herodes
- 1970–1984: Aktenzeichen XY (15 Folgen)
- 1972: Mein Bruder – Der Herr Dokter Berger
- 1974: Ein Mann dreht durch
- 1974: Hau drauf, Kleiner!
- 1977: Marschier oder stirb (March or Die)
- 1977: Halbe-Halbe
- 1977–1991: Derrick (3 Folgen)
- 1979: Winterspelt 1944
- 1979: Schluchtenflitzer
- 1981: Ach du lieber Harry
- 1981–1983: Tegtmeier klärt auf (4 Folgen)
- 1984–1985: Tegtmeier (5 Folgen)
- 1984–1991: SOKO München (2 Folgen)
- 1986: Der Anschlag
- 1987: Das Mädchen mit den Feuerzeugen
- 1988: Die Beute
- 1988: Büro, Büro (1 Folge)
- 1989: Nathalie
- 1990: Der zerbrochne Krug
- 1991: Peter Strohm (1 Folge)
- 1992: Die Queen von Platte 8
- 1995: Kriminaltango (1 Folge)